# Peckia plumipes
Peckia plumipes är en tvåvingeart som beskrevs av Robineau-desvoidy 1830. Peckia plumipes ingår i släktet Peckia och familjen köttflugor. Inga underarter finns listade i Catalogue of Life.